# Riserva naturale Oasi del Simeto
La riserva naturale Oasi del Simeto è un'area naturale protetta situata nel comune di Catania, in Sicilia. La riserva occupa circa 2000 ettari ed è stata istituita nel 1984.

## Territorio
È situata alla foce del fiume Simeto, da cui prende nome, nella piana di Catania, sulla costa della Plaia che dà sul mare Ionio. L'area comprende anche la zona della foce del fiume Gornalunga.
All'interno dell'oasi è presente la Necropoli di Symaethus.

## Storia
L'oasi è sorta grazie a Wendy Hennessy Mazza e la LIPU che nel 1975 hanno fatto in modo di creare un'oasi di protezione faunistica. Nel 1984 è diventata riserva regionale.

## Flora
La vegetazione del tratto finale del fiume è essenzialmente costituita da canne di palude e cespugli di tamerici e salicornieti tra i quali trovano riparo una grande varietà e quantità di volatili. Lungo le dune che fiancheggiano i litorali sabbiosi cresce una vegetazione composta da Violacciocca selvatica, Salsola, Santolina, Poligono marittimo, Ravastrello marittimo, giunchi da stuoia, lische a foglie strette, Tamerici, Giunchi pungenti, acuti e meridionali, salici comuni e pedicellati, la Suaeda marittima, l'Atriplice portulacoide e il Limonio comune. La sponda destra del fiume Simeto presenta boschetti di pini ed eucalipti fino alla zona del lago Gornalunga.

## Fauna
L'Oasi del Simeto è una zona umida estremamente importante perché rappresenta una delle tappe fisse delle rotte di tante specie di uccelli migratori. Un tempo era una estesissima palude che venne drenata e prosciugata nell'immediato dopoguerra per la presenza della malaria. Nonostante l'importanza di ciò, ne è sopravvenuto un grande danno ecologico maturato dallo scarso interessamento dell'ente gestore che è la provincia di Catania, con la scomparsa di numerosissime specie animali principalmente avicole e il mutamento delle rotte migratorie di altre. Nei periodi migratori, nelle pozze di acqua salmastra si incontrano piccoli uccelli come il combattente, la pettegola, il cavaliere d'Italia; nelle zone dei laghi Gornalunga e Salatelle si possono incontrare l'airone rosso, l'oca selvatica, la moretta tabaccata, la pavoncella, il piviere dorato. Durante il periodo invernale si vedono svernare migliaia di uccelli acquatici che trovano l'ambiente e il clima adatto, come le folaghe, i cormorani e gli aironi. Non è raro il veder volteggiare il falco di palude e il falco pescatore. Sono stati inoltre introdotti nell'oasi, da allevamenti di Abufera di Valencia, alcuni esemplari di pollo sultano (tra le Riserve naturali del Biviere di Gela, dell'Oasi del Simeto e delle Saline di Siracusa e del Fiume Ciane sono stati rilasciati 104 esemplari).

## Accessi
L'oasi del Simeto è raggiungibile facilmente con la S.S.114 da Catania procedendo in direzione di Siracusa o per mezzo della tangenziale di Catania dall'ultima uscita Ponte Primosole. È inoltre raggiungibile tramite mezzo pubblico autobus con la linea 538 (Piazza Borsellino-Vaccarizzo) di A.M.T. Catania.